# Alexandru Marinescu (piłkarz wodny)
Alexandru Marinescu (ur. 23 października 1932) – rumuński piłkarz wodny. Reprezentant kraju na igrzyskach olimpijskich w 1956 w Melbourne.
Na igrzyskach wystąpił w 4 meczach, nie strzelił żadnej bramki